# Transmediale

Logo de transmediale

Transmediale est un festival annuel d'art pour les nouveaux médias et la culture numérique, se déroulant sur une semaine du mois de février à Berlin, en Allemagne. Prenant place dans la à la Haus der Kulture der Welt (HKW), il veut se positionner comme le centre névralgique de la culture post-numérique internationale et un espace de recherche consacré aux nouveaux rapports entre art et société.
Depuis 1988, cet événement promeut la beauté non-utilitaire de la technologie et son pouvoir d’influence positif au sein de la société, une manière de combiner l'art, la technologie et l'entreprenariat.
En parallèle et en collaboration avec ce festival se déroule le CTM Festival (nommé club transmediale avant 2011) consacré aux musiques contemporaines, électroniques, numériques et expérimentales.

## Thématiques annuelles
- Edition 2016, Conversation Piece:  L’édition déclinait le thème de l’anxiété dans nos sociétés contemporaines en quatre actes : Anxious to Act, Anxious to Make, Anxious to Share et Anxious to Secure[5].
- Edition 2015, Capture All: La thématique centrale de cette édition tournait autour de l'avenir du travail, du jeu et de la vie vus à travers le miroir noir de nos données[6].